# ارکیده درازگوش معمولی
دیوریس کوریمبوسا (نام علمی: Diuris corymbosa) نام یک گونه از تیره ثعلبیان است.